# Herrischried
Herrischried es un municipio en el distrito de Waldshut en el sur de la Selva Negra Meridional en Baden-Wurtemberg, Alemania, 30 km al noreste de Lörrach.